# Anton Drexler
Anton Drexler, född 13 juni 1884 i München, död 24 februari 1942 i München, var en tysk politiker. Han var en av grundarna av Tyska arbetarepartiet (DAP) som senare skulle bli Nationalsocialistiska tyska arbetarepartiet (NSDAP), de tyska nazisternas parti och rådgivare till Adolf Hitler.

## Biografi
Drexler utbildade sig till smed, vantrivdes med sina röda yrkeskollegor och kom därefter att arbeta hos en judisk kreaturshandlare.  År oktober 1918 grundade järnvägsmekanikern Drexler tillsammans med andra arbetskollegor i München Freier Arbeiterausschuss für einen guten Frieden (Fria arbetarutskottet för en god fred) - Deutsche Arbeiter-Ringe/Deutsche Arbeiterverein, för att stärka kampviljan hos bayrarna, särskilt arbetarklassen. Samma år tryckte Drexler upp flygblad där han utmålade bolsjevismen som ett judiskt bedrägeri. Han lärde känna Karl Harrer med bakgrund i Thulesällskapet, med vilken han grundade Deutsche Arbeiterpartei (DAP) den 5 januari 1919. Drexler ville först ha med "sozialistische" i namnet, vilket Harrer motsatte sig, då det kunde skrämma bort sympatisörer. Därefter publicerade Drexler Das Versagen der proletarischen Internationale und das Scheitern der Verbrüderungsidee. (Den proletära internationalens fiasko och förbrödringstankens misslyckande). Samma år 1919 utgav han pamfletten Mein politisches Erwachen (Mitt politiska uppvaknande) med undertiteln Aus dem Tagebuch eines deutschen sozialistischen Arbeiters (Ur en tysk socialistisk arbetares dagbok), vilket betraktas som den första nationalsocialistiska programskriften.
År 1919 var Adolf Hitler verksam i den kommunistiska bayerska rådsrepubliken som utropat självständighet, ledd av Kurt Eisner, en jude, men som slogs ned. I följande rättsprocess angav Hitler kommunistiska upprorsmakare och blev betraktad som kontrarevolutionär. Den 12 september 1919 arbetade Hitler som politisk spion för myndigheterna och sändes till ett möte hos Drexlers DAP och en deltagare uttryckte önskan att Bayern skulle frigöra sig från Tyskland vilket Hitler inte kunde låta vara emotsagt, utan framhöll energiskt strävan att alla tyskar ska vara i enhet som nation. Som talare fick Hitler uppmärksamhet och stöddes av Drexler och Alfred Rosenberg, men Harrer var emot idén att partiet skulle bli ett folkligt politiskt organ och lämnade det.
Den 24 februari 1920 bytte partiet namn, genom att tillfoga "Nationalsozialistische" före det gamla namnet, på liknande sätt som partier i Österrike och Tjeckoslovakien (Böhmen),där redan 1904-1918 ett Deutsche Nationalsozialistische Arbeiterpartei (DNSAP) funnits. De använde även svastikan som partisymbol.  Termen ’nationell socialism’ eller ’nationalsocialism’ var i ropet redan under 1890-talet. 
I februari 1920 publicerades ett nytt 25-punkters partiprogram, utarbetat av Drexler, Hitler och Gottfried Feder, men det är omstritt vem som egentligen formulerade vad. Betoningen i programmet var: nej till Versaillesfördraget, försvar för tyskheten, nej till judars likaberättigande, nej till ocker, ja till förstatligande av rustningsindustrin och bankerna, ja till införande av presscensur, ja till omfördelning av löner och vinster, ja till införande av ålderspension och gratis utbildning.  Partiet var således uttryckligen antisemitiskt. Några punkter föreslog nationell upprustning för hälsa och välstånd för alla medborgare, med mödraskapsrättigheter, barnens rätt, med förbud mot barnarbete. Möjligen kan idéer från Arthur Moeller van den Bruck redan då ha inverkat, vilken förespråkade en tredje väg, i motsats till nationell kapitalism och internationell socialism skulle man ha tysk nationell socialism i Tredje riket, utan konflikt mellan höger och vänster. Partibeteckningen skulle inbjuda till naturlig identifiering för tyska arbetare.
Delvis genom intern manipulation lyckades Hitler bli partiets ledare den 29 juli 1921, men Drexler hade redan noterat Hitlers förmåga som retoriker att samla folkskaror och tog en mindre framträdande position som hedersordförande. Enligt flertalet forskare skall Drexlers politiska inflytande över partiet minimerats efter 1921. Deutschsozialistische Partei (DSP) knappt hälften så stort som NSDAP, som bildats 1918 konkurrerade med NSDAP och en sammanslagning diskuterades utan resultat. DSP upplöstes 1922 och ett flertal ledare och en stor del av deras medlemmar gick över till NSDAP.
När NSDAP tvingades upplösas efter Ölkällarkuppen 1923, slogs Deutschvölkische Freiheitspartei (DVFP) och National-Socialistische Freiheitspartei (NSFP) samman till Nationalsozialistische Freiheitsbewegung, (NSFB) vilken ställde upp i valet 1924. De erövrade två miljoner röster. Drexler engagerade sig i det kortlivade Völkischer Block och satt i Bayerska parlamentet 1924–1928. Den 12 februari 1924 upplöste Ludendorff NSFB eftersom NSDAP återuppstod precis innan förbudet hävdes.År 1925 bildade Drexler Nazionalsozialer Volksverbund, medan Hitler återupplivade NSDAP.
Efter maktövertagandet 1933 gick Anton Drexler åter med i NSDAP och hedrades offentligt 1934 med en utmärkelse som en av partigrundarna. Hans namn användes i propaganda ibland under några år, men Anton Drexler fick aldrig mera någon politisk betydelse.